# Silmarillion
Silmarillion je zbirka priča J. R. R. Tolkiena.
Zbirka je uređena i objavljena nakon njegove smrti. Taj je posao obavio njegov sin Christopher R. Tolkien uz pomoć pisca fantastike Guya Gavriela Kaya. Tolkien ju je opisao sljedećim riječima:
"Silmarillion je povijest ratova koje su izgnani vilenjaci vodili protiv neprijatelja, uglavnom na sjeverozapadu Međuzemlja. Nekoliko priča govori o pobjedi, ali je u njima skrivena i tragedija, te završavaju katastrofom i nestankom staroga svijeta".
Knjiga opisuje događaje od stvaranja Arde do događaja iz Gospodara prstenova. Sam naslov knjige zapravo odgovara samo središnjem dijelu, Quenta Silmarillionu. To je priča o tri dragulja, Silmarila, koje je načinio Feänor, najdarovitiji od svih vilenjaka. Nakon što je prvi mračni gospodar Morgoth uništio Dva drveta Valinora u kojima je bila Svjetlost Valinora, ona nastavlja živjeti samo u draguljima. Morgoth se ubrzo dočepao tih dragulja i time počinje herojska bitka za njihov povratak. Na samom kraju ti dragulji su izgubljeni u vatri i moru dok jedan sjaji na nebu kao zvijezda.
Tolkien je prve tekstove Silmariliona počeo pisati još 1925. Nakon nekoliko godina predao ih je izdavaču, no oni su ga odbili jer su bili "previše keltski". Umjesto toga, izdavač ga je zamolio da napiše novi nastavak Hobita što je rezultiralo Gospodarom prstenova. No Tolkien nije zaboravio Silmarilion i smatrao ga je svojim najvažnijim djelom. U 1950-ima ponovno je počeo pisati Silmarilion, no nije ga uspio završiti prije smrti. Nekoliko godina nakon toga, uz dosta izmjena i dopuna, izdao ga je njegov sin.
Sastoji se od 5 dijelova:
- Ainulindale (Pjev Ainura) – nastanak Ea-e, tj. svijeta.
- Valaquenta (O Valarima) – opis Valara i Maiara, natprirodnih bića na Ea-i.
- Quenta Silmarillion (Povijest Silmarila) – povijest zbivanja prije i za vrijeme Prvog doba, što čini velik dio knjige .
- Akallabêth (Propast Númenora) – povijest Númenora i propasti njegovog naroda, što se zbiva u Drugome dobu.
- O prstenovima moći i Trećem dobu – kratak pregled činjenica koje su dovele do zbivanja u Gospodaru prstenova i odigravale se u njemu.